# Panagiōtīs Delīgiannidīs
Panagiōtīs Delīgiannidīs (in greco Παναγιώτης Δεληγιαννίδης?; Salonicco, 29 agosto 1996) è un calciatore greco, difensore del Larissa.

## Carriera

### Club
Ha giocato nella prima divisione greca ed in quella rumena.

### Nazionale
Ha giocato nelle nazionali giovanili greche Under-17, Under-18, Under-19 ed Under-21.

## Palmarès

### Club

#### Competizioni nazionali
- Souper Ligka Ellada 2: 1

Panserraïkos: 2022-2023 (girone A)